# Huân chương Cờ đỏ Lao động

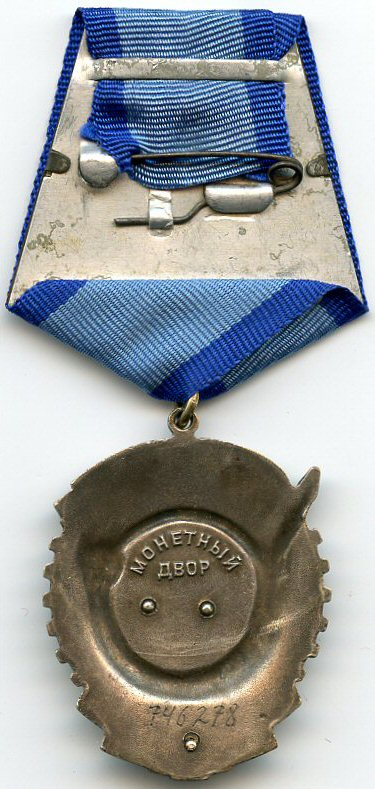
Đảo ngược dạng 2 năm 1943 của loại Cờ Đỏ Lao động.

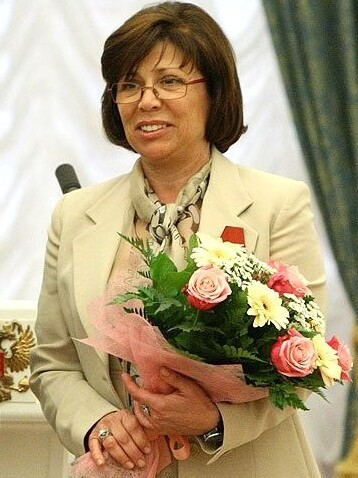
Vận động viên trượt băng nghệ thuật vô địch Olympic Irina Rodnina, hai lần nhận huy chương.

Huân chương Cờ đỏ Lao động (tiếng Nga: Орден Трудового Красного Знамени)
là huân chương của Liên Xô trao tặng cho các cá nhân và tập thể đạt thành tích xuất sắc trong các lĩnh vực sản xuất, khoa học, văn hóa, văn học, hội họa, giáo dục, y tế, hoạt động xã hội và một số lĩnh vực khác. Huân chương này tương đương với Huân chương Cờ đỏ. Một số viện nghiên cứu, nhà máy cũng được trao tặng huân chương này. Huân chương được đặt ra lần đầu vào ngày 28 tháng 12 năm 1920 tại Cộng hòa Xã hội chủ nghĩa Xô viết Liên bang Nga. Sau đó nó được áp dụng trên toàn quốc theo lệnh của Đoàn chủ tịch Xô Viết tối cao ngày 7 tháng 9 năm 1928 và trong một số quyết định khác vào ngày 15 tháng 9 năm 1928. 7 tháng 5 năm 1936, 19 tháng 6 năm 1943, 28 tháng 3 năm 1980, và 18 tháng 7 năm 1980.

## Tiêu chuẩn
Huân chương cờ đỏ lao động được trao tặng cho công dân Xô Viết, các hiệp hội, liên minh, viện nghiên cứu, tổ chức, các nước cộng hòa tự trị, khu tự trị, lãnh thổ, quận huyện, thành phố và các khu vực khác; nó cũng được trao cho các công dân, các tổ chức, doannh nghiệp nước ngoài:
- cho những thành tựu trong công nghiệp, nông nghiệp, xây dựng, giao thông và các bộ phận khác của nền kinh tế;
- cho những tăng trưởng trong lao động nhằm nâng cao chất lượng, phát triển và giới thiệu những thành tựu sản xuất mới;
- cho tiến bộ lớn trong việc tăng năng suất cây trồng nông nghiệp và năng suất chăn nuôi, tăng sản lượng sản xuất và bán các sản phẩm nông nghiệp
- cho những đóng góp phát triển khoa học và công nghệ, giới thiệu những thành tựu mới cho nền kinh tế quốc dân, những phát minh sáng chế có ý nghĩa lớn
- những đóng góp nền an ninh quốc phòng;
- những đóng góp nền văn hóa nghệ thuật;
- những đóng góp nền giáo dục xã hội chủ nghĩa, những thành tích đặc biệt về y tế, thương mại, nhà ở, dịch vụ công cộng;
- những thành tích đặc biệt trong thể dục thể thao;
- những đóng góp trong lĩnh vực pháp luật;
- những đóng góp cho nền kinh tê, khoa học kĩ thuật,văn hóa cho các nước hợp tác với Liên Xô.[1][5]

Huân chương cờ đỏ có thể được trao tặng nhiều lần cho cá nhân và tổ chức.
Huân chương cờ đỏ được đeo ở bên trái ngực. Nếu cùng đeo với huy chương của Liên bang Nga thì cái sau được ưu tiên.

## Mô tả
Huân chương cờ đỏ được thiết kế với nhiều mẫu khác nhau. Kiểu 1 ra đời năm 1936.
| Mặt trước kiểu 1 | Mặt trước kiểu 2 |
| ---------------- | ---------------- |
|                  |                  |
| 1931 - 1936      | 1936 - 1943      |

## Danh sách khen thưởng
Các cá nhân dưới đây đã được nhận huân chương cờ đỏ lao động.
Người đầu tiên được nhận huân chương cờ đỏ lao động của Nga là Nikita Menchukov vì đã cứu 1 cây cầu quan trọng không bị phá hủy bởi băng tuyết.
Người đầu tiên được nhận huân chương của Liên Xô là Putilov làm việc ở Leningrad. Những người đầu tiên được nhận cùng 1 lúc là V. Fedetov, A. Shelagin and M Kyatkovsky vì đã thám hiểm vùng cực.
Mikhail Gorbachev nhận Huân chương Cờ Đỏ Lao động cho thu hoạch một vụ mùa kỷ lục của gia đình vào năm 1949 ở tuổi 17, là một vinh dự rất hiếm đối với một người trẻ như vậy. Ông là một trong những người nhận trẻ nhất nhận huân chương này.

### 6 lần
- Belyaev, Nikolay Maksimovich, người đứng đầu ngành công nghiệp quang học
- Protazanov, Alexander Konstantinovich, thư ký đầu tiên của Đông Kazakhstan
- Smelyakov, Nicholaï Nicholaevich, Bộ trưởng bộ Công nghiệp nặng Liên Xô, giám đốc nhà máy "Sormovo đỏ"

### 5 lần
- Green, Arnold Carlovich, chính trị gia
- Leontovich, Mikhail Alexandrovich, nhà vật lý
- Alekseenko, Gennady Vasil'evich, những đóng góp cho ngành năng lượng
- Belov, Aleksandr Fedorovich, viện sĩ (ngành luyện kim)
- Vlasov, Pavel Semenovich, Anh hùng lao động xã hội chủ nghĩa, giám đốc nhà máy hóa chất thực vật Novosibirsk
- Grafov, Leonid Efimovich, Thứ trưởng bộ khai khoáng
- GrishinIvan Timofeevich, thứ trưởng bộ thương mại
- Gundobin, Nikolai Alekseevich, Anh hùng lao động xã hội chủ nghĩa, Bộ trưởng đầu tiên của bộ giao thông
- Dokukin, Aleksandr Viktorovich, Viện sĩ Viện hàn lâm khoa học Liên Xô
- Il'ichev, Leonid Fedorovich, bí thử ban chấp hành trung ương CPSU
- Karlov, Vladimir Alekseevich, anh hùng lao động xã hội chủn nghĩa, chủ tịch ban cháp hành trung ương CPSU.
- Kurchatov, Boris Vasil'evich, tiến sĩ hóa học
- Maletin, Pavel Andreevich, thứ trưởng bộ thương mại (1939-1945, 1960-1969)
- Petukhov, Konstantin Dmitrievich, anh hùng lao động, tổng giám đốc PEMSO "Dynamo"
- Romanov, Alexei Vladimirovich, nhà báo tờ "Văn hóa Xô Viết"
- Sosnov, Ivan Dmitrievich, Bộ trưởng bộ xây dựng giao thông
- Tamara Khanum, Nghệ sĩ nhân dân Liên Xô (1956), vũ công người Uzbek
- Chibisov, Konstantin, Viện sĩ Viện hàn lâm khoa học Liên Xô (1946)

### 4 lần
- Gamzatov, Rasul Gamzatovich, nhà thơ
- Revutskyi, Levko Mykolajovych, nhạc sĩ, giáo viên
- Orujev, Sabit Atayevich, phó thủ tướng Cộng hòa Xã hội chủ nghĩa Xô viết Azerbaijan (1957-1959)
- Balanchivadze, Andreï Melitonovich, nhạc sĩ
- Voss, Augusts Eduardovich, chính trị gia
- Dudinskaya, Natalia Mikhailovna, prima ballerina
- Kapp, Eugen Arturovich, nhạc sĩ, giáo viên
- Thượng phụ Alexy I, giáo sĩ
- Rasizade, Shamil Alievich, phó thủ tướng Cộng hòa Xã hội chủ nghĩa Xô viết Azerbaijan (1970-1984)
- Ulánova, Galina Sergeyevna, prima ballerina

### 3 lần
- Chernenko, Konstantin Ustinovich, Tổng bí thư thứ 5 Ban chấp hành trung ương Đảng cộng sản Liên Xô
- Andropov, Yuri Vladimirovich, Tổng bí thư thứ 4 Ban chấp hành trung ương Đảng cộng sản Liên Xô
- Frumkin, Alexander Naumovich, electrochemist, Anh hùng lao động xã hội chủ nghĩa
- Yakovlev, Alexander Nikolaevich, chính trị gia, nhà sử học
- Chukhrai, Grigori Naumovich, đạo diễn phim, biên kịch
- Begaliev, Sopubek Begalievich, chính trị gia
- Kapelyushnikov, Matvei Alkunovich, kĩ sư, anh hùng lao động xã hội chủ nghĩa
- Flyorov, Georgy Nikolayevich, nhà vật lý nguyên tử
- Piotrovsky, Boris Borisovich, viện sĩ, nhà đông phương học và khảo cổ học
- Khalatnikov, Isaak Markovich, nhà vật lý

### 2 lần
- Tupolev, Andrei Nikolayevich, nhà thiết kế máy bay
- Feoktistov, Konstantin Petrovich, nhà du hành vũ trụ và kĩ sư hàng không
- Khachaturian, Aram Ilyich, nhạc sĩ
- Ginzburg, Vitaly Lazarevich, nhà vật lý lý thuyết, vật lý thiên văn, người đoạt giải Nobel
- Khrennikov, Tikhon Nikolayevich, nhạc sĩ
- Zel'dovich, Yakov Borisovich, nhà vật lý
- Ryzhkov, Nikolai Ivanovich Ryzhkov, chính trị gia
- Rodnina, Irina Konstantinovna, vận động viên trượt băng nghệ thuật vô địch Olympic
- Ilyushin, Vladimir Sergeyevich, phi công lái máy bay thử nghiệm
- Vorontsov, Yuli Mikhailovich nhà ngoại giao

### 1 lần
- Kollontai, Aleksandra Mikhailovna, nữ bộ trưởng đầu tiên ở châu Âu, nữ đại sứ đầu tiên trong thời hiện đại
- Mil, Mikhail Leontyevich, kĩ sư hàng không
- Dyomin, Lev Stepanovich, nhà du hành vũ trụ
- Chernomyrdin, Viktor Stepanovich, Thủ tướng Liên bang Nga (1992–1998)
- Semyonov, Nikolay Nikolayevich, nhà vật lý và hóa học
- Primakov, Yevgeny Maksimovich, người phát ngôn của Xô Viết tối cao
- Yevtushenko, Yevgeny Aleksandrovich, nhà thơ, tiểu thuyết gia, nhà biên kịch, diễn viên, biên tập viên, và đạo diễn phim
- Alexandrov, Pavel Sergeyevich, nhà toán học
- Shukshin, Vasily Makarovich, diễn viên, nhà biên kịch, đạo diễn
- Yakovlev, Alexander Sergeyevich, kĩ sư hàng không

### Viện nghiên cứu, tổ chức, khu vực
- Komsomol
- Đại học Vilnius
- thành phố Kovrov
- Đại học Saint Petersburg
- thành phố Mykolaiv
- thành phố Podolsk
- nhà máy may mặc Bolshevichka
- báo Zvyazda
- đường sắt Đông Siberi
- Thư việ quốc gia Nga
- Đại học công nghệ Kuban
- Đại học công nghệ hóa học Moscow
- Đại học Sư phạm Quốc gia Moskva
- Sư đoàn thiện xạ số 8 Hồng quân